# Countrypärlor
Countrypärlor släpptes den 21 april 2010 och är ett studioalbum av Mona Gustafsson, främst bestående av countrycovers samt de egenkomponerade låtarna En liten bit av mitt hjärta och Hur kan du tro att jag ska glömma.
Låten "En liten bit av mitt hjärta" låg på Norska Dansbandstoppen i tio veckor medan "En liten bit av mitt hjärta" låg på Sverigetoppen i fem veckor. Somebody Else Will utmanade 2009 även på Sverigetoppen, men missade listan.

## Låtlista
| Nr  | Titel                               | Låtskrivare                    | Längd |
| --- | ----------------------------------- | ------------------------------ | ----- |
| 1.  | "Wait a Minute"                     | Rodney Croewell, Hank Devito   | 2.47  |
| 2.  | "Don't Darken My Door Step"         | Anders Glenmark, Tomas Minor   | 3.43  |
| 3.  | "Together Again"                    | Buck Owens                     | 3.54  |
| 4.  | "Rose Garden"                       | Joe South                      | 3.10  |
| 5.  | "En liten bit av mitt hjärta"       | Mona Gustafsson                | 3.52  |
| 6.  | "Help Me Make it Through the Night" | Kris Kristofferson             | 3.06  |
| 7.  | "Undercover Lovers"                 | Paul Hotchkiss, Sandra Johnson | 2.51  |
| 8.  | "Top of the World"                  | John Bettis, Richard Carpenter | 3.06  |
| 9.  | "Hur kan du tro att jag ska glömma" | Mona Gustafsson                | 3.31  |
| 10. | "Somebody Else Will"                | Anders Glenmark, Tomas Minor   | 3.02  |
| 11. | "I Don't Wanna Play House"          | Billy Sherril, Glen Sutton     | 2.46  |
| 12. | "Some Days Are Diamonds"            | Dick Feller                    | 3.04  |

## Live i studio
- Producent – Dannis Lagerqvist
- Inspelad: Liquid Studio
- Mastering: Conny Ebergård, Sweton
- Mixning (låt 8) Lars Rosin
- Foto: Ateljé Braun AB
- Design: Forma

- Mattias Olofsson – Steelguitar
- Marcus Persson – Gitarr

### Fotnoter
1. ↑  Information på Ginza Musik
2. ↑  Information Arkiverad 16 oktober 2014 hämtat från the Wayback Machine. i Svensk mediedatabas.
3. ↑  ”Mona Gustafsson”. http://www.monags.se/fakta/fakta_svensktoppen.htm. Läst 10 juni 2011.